# Kościół Wszystkich Świętych w Cudzynowicach
Kościół Wszystkich Świętych w Cudzynowicach – drewniany, rzymskokatolicki kościół parafialny zlokalizowany w centrum wsi Cudzynowice w powiecie kazimierskim (województwo świętokrzyskie).

## Historia

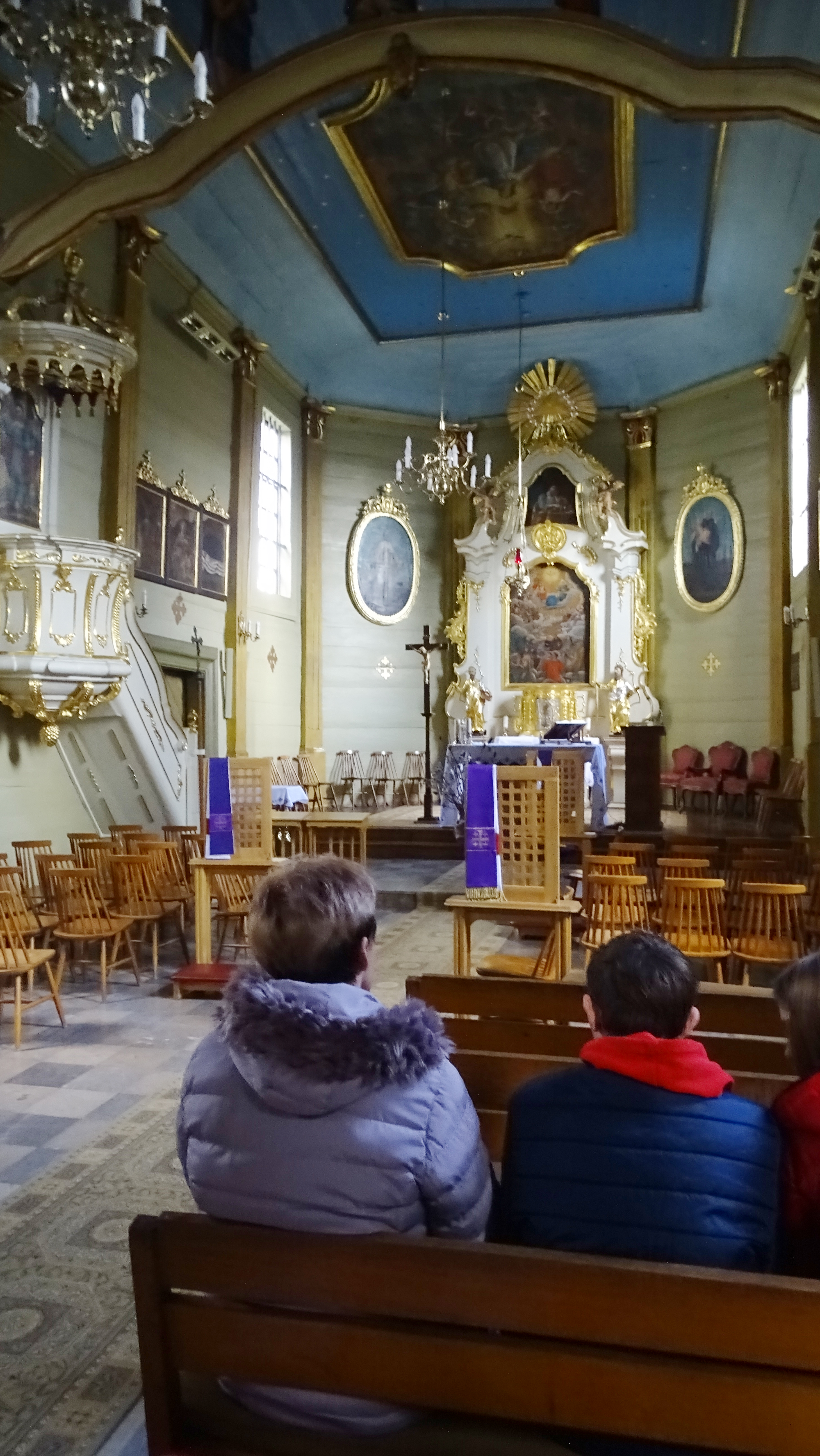
Wnętrze

Pierwsza drewniana świątynia we wsi wzniesiona została przed 1326 na wzgórzu o nazwie Koci Zamek na rozwidleniu dróg do Skalbmierza i Krakowa. W 1589 (wizytacja) obiekt ten miał dwa ołtarze, wieżę z sygnaturką oraz wolnostojącą dzwonnicę z dwoma dzwonami. Możliwe, że wówczas kościół przeniesiono ze wzgórza Koci Zamek w pobliże dworu Ślizów-Czudzinowskich, czyli na obecne miejsce i odnowiono. Stara świątynia stała do początku XVII wieku. W 1608 biskup Piotr Tomicki przyłączył parafię do Kazimierzy Wielkiej i w 1610 polecił zamknąć stary kościół. W 1634 poświadczono odbudowę obiektu, natomiast w 1727 w kościele były trzy ołtarze, ambona, konfesjonał, podłoga z drewna, ławki, zakrystia, chór, trzynaście obrazów na płótnie, srebrny krzyż, dwie mosiężne lampy i naczynia liturgiczne.
W 1757 właścicielka Cudzynowic, Teresa z Morsztynów Ossolińska, kasztelanowa sandomierska, postanowiła wznieść we wsi nowy kościół. Rozebrano wówczas stary i na jego miejscu stanął obecny, konsekrowany 20 czerwca 1762 przez biskupa Kajetana Sołtyka, który ofiarował srebrną, pozłacaną, barokową monstrancję, relikwiarz Krzyża Świętego i drugi, z relikwiami św. Antoniego z Padwy.
Do nowego obiektu przeniesiono część wyposażenia ze starego kościoła. Remonty w świątyni przeprowadzono w 1826, 1849 i 1891. W 1913 wnętrze odmalowano. Po 1945 zbudowano skarbczyk. W 1992 dach gontowy wymieniono kryty blachą miedzianą, a w 1993 odnowiono dzwonnicę. W latach 2002-2003 odnowiono polichromie na stropie prezbiterium, natomiast w 2011 na stropie nawy i w nawie. Przy tej okazji przeprowadzono też inne prace, m.in. posadzkarskie.

## Architektura i wyposażenie
Do najcenniejszych zabytków w kościele należą, pochodzące najpewniej ze świątyni poprzedniej:
- drewniana gotycka rzeźba Matki Boskiej z Dzieciątkiem (koniec XIV wieku),
- belka łuku tęczowego wraz z krzyżem (pierwsza połowa XV wieku),
- drewniane figury św. Doroty i św. Katarzyny (druga połowa XV wieku).

Na wyposażenie składają się ponadto rokokowa monstrancja (połowa XVIII wieku), relikwiarze, kielichy i  naczynia liturgiczne z cyny, jak również ornaty.
Obok kościoła stoi czworoboczna, drewniana, współczesna świątyni dzwonnica pokryta gontem, z trzema dzwonami, przy czym najstarszy został odlany w Gdańsku w 1759 przez Emmanuela Wittwerka, o czym informuje stosowna inskrypcja. Drugi dzwon pochodzi z 1867 i odlano go prawdopodobnie na 110. rocznicę budowy nowego kościoła. Trzeci odlano w zakładzie braci Felczyńskich w 1981 z okazji wyboru Karola Wojtyły na papieża.

## Galeria

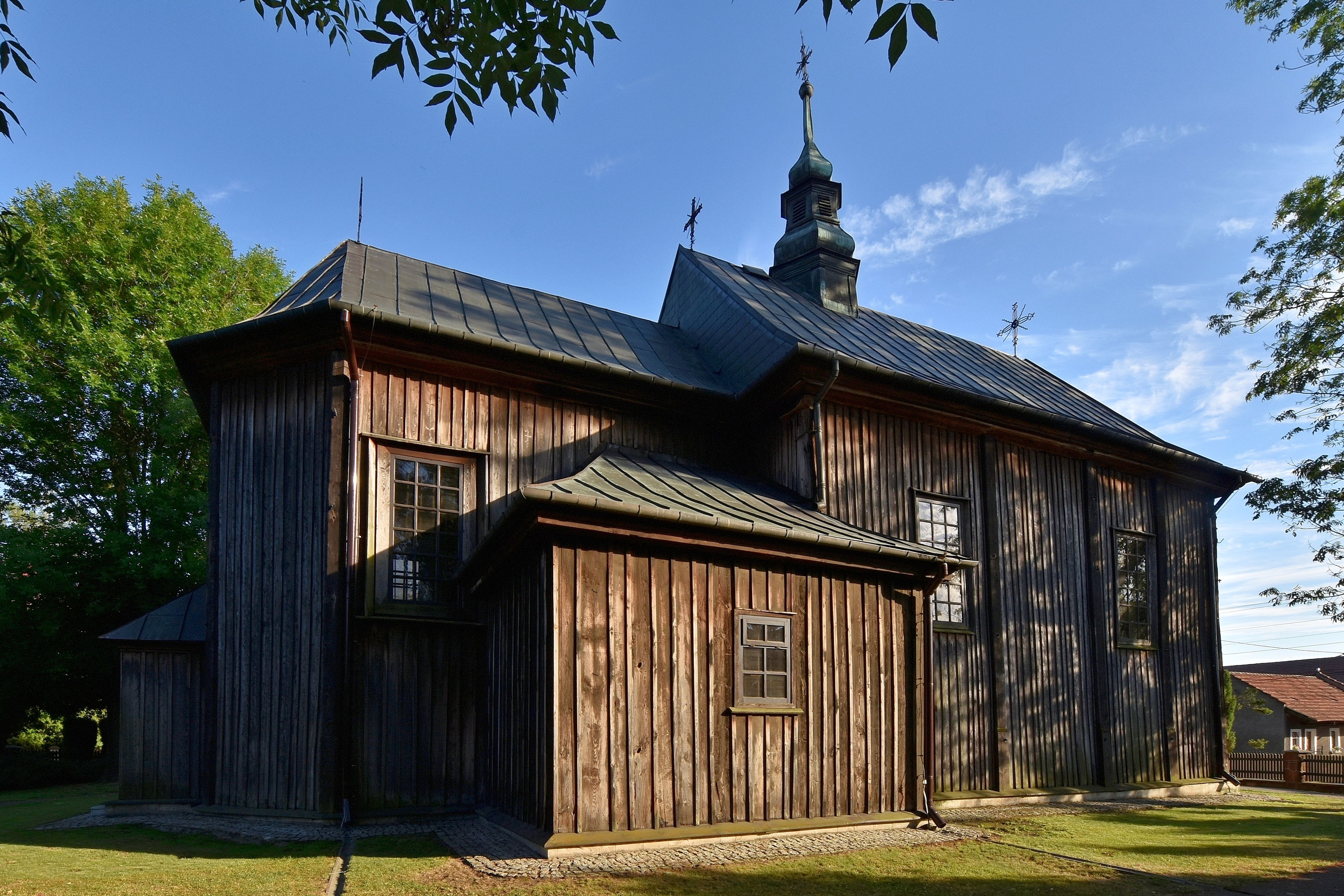
Widok od prezbiterium
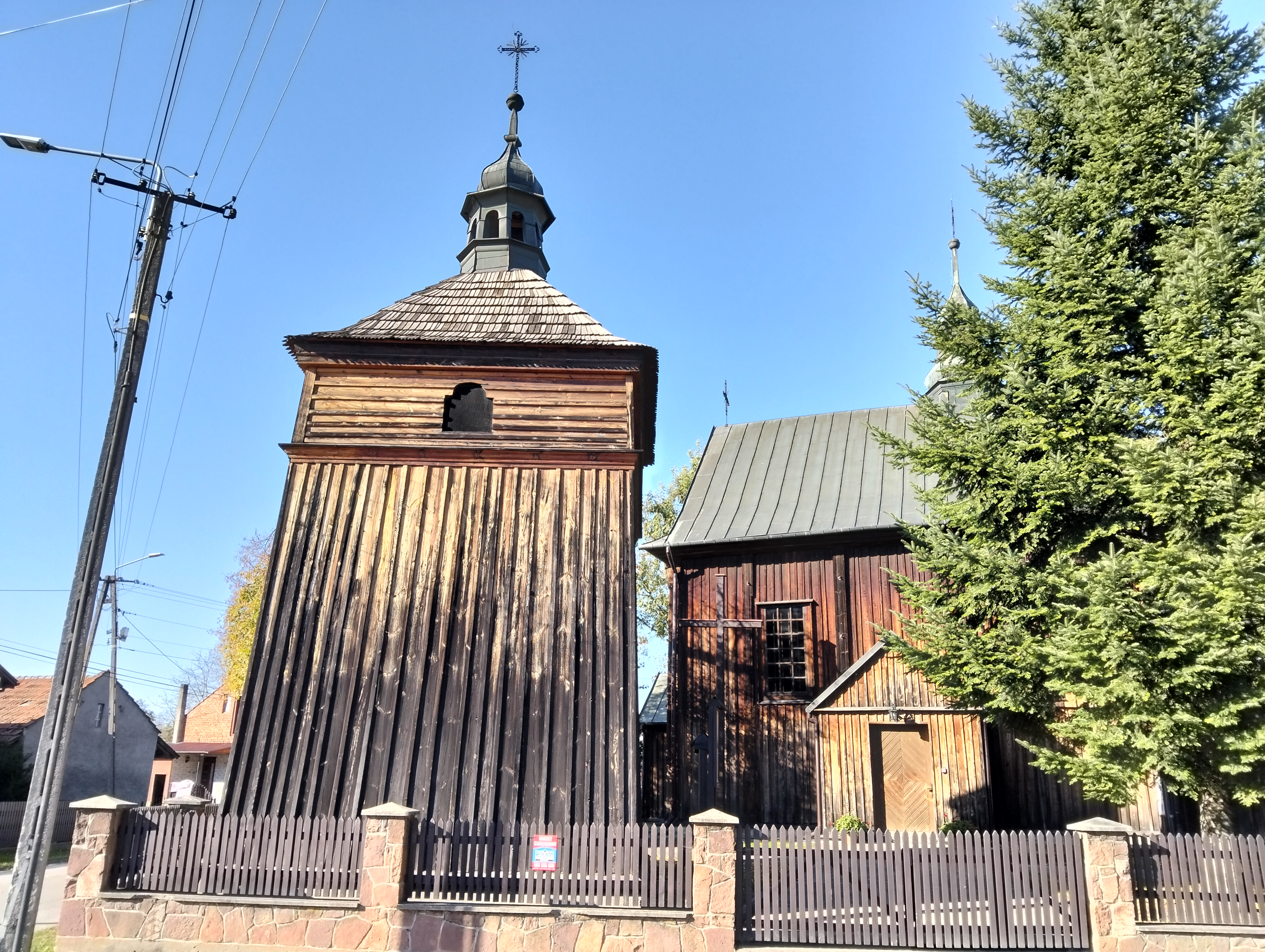
Dzwonnica